# Umut
Umut (traducción literal: Esperanza) es una película dramática turca de 1970 dirigida, escrita y protagonizada por Yılmaz Güney, quien interpreta a un cochero que, tras perder a uno de sus caballos en un accidente, se adentra en el desierto en búsqueda de un tesoro místico. La película, que no fue estrenada en su momento debido a la censura que le aplicó la Comisión Fílmica de Turquía, ganó premios en una gran cantidad de festivales, entre los que destacan el Adana Golden Boll y el Festival Internacional de Cine de Antalya. Fue exhibida además en la edición número 23 del Festival Internacional de Cine de Cannes.

## Sinopsis
El protagonista de la película es Cabbar (interpretado por Güney), quien se dirige a mantener a su abarrotada familia kurda - seis hijos, una esposa y una abuela - con los ingresos de un viejo faetón con dos caballos agotados y medio muertos. La familia trata de sobrevivir en una habitación húmeda y sucia. El negocio de Cabbar no marcha bien y muchas deudas lo aquejan. Su única esperanza está en los billetes de lotería, que compra continuamente. Cuando un lujoso Mercedes mata a uno de sus caballos, Cabbar se da cuenta de que la sociedad en la que vive siempre beneficiará a los ricos. Desesperado por su situación económica, se adentra en el árido desierto en busca de un supuesto tesoro del que le habló uno de sus amigos.
Cabbar tiene entonces tres alternativas: ir en la búsqueda del supuesto tesoro, seguir confiando en los billetes de lotería o participar en una oposición organizada con otros conductores de faetón. Sin embargo, Cabbar huye de las actividades políticas y sociales y, por último, se convierte en víctima de las promesas vacías. Escapó de las realidades y buscó refugio en las fantasías. 

## Reparto principal
- Yılmaz Güney es Cabbar.
- Gülsen Alniaçik es Fatma.
- Tuncel Kurtiz es Hasan.
- Kürsat Alniaçik es Memet Emin.
- Osman Alyanak es Hüseyin Hodja, el imán.
- Sema Engin es Cemile.

## Generalidades
El rodaje de Umut comenzó en abril de 1970 en Çukurova, Turquía, tras el regreso del director del servicio militar obligatorio. Güney quería que Umut fuera una película que mostrara la enfermedad del sistema socioeconómico de su tiempo. La cinta terminó siendo reconocida como el arquetipo del cine revolucionario y del neorrealismo en Turquía, siendo comparada con la obra de Roberto Rossellini, Vittorio De Sica y Cesare Zavattini. El cineasta estadounidense Elia Kazan elogió la cinta, afirmando: «Umut es una película poética, completamente nativa, no una imitación de Hollywood o de los maestros europeos, pues surgió del entorno de una aldea».
El objetivo básico de Umut es demostrar que las personas que luchan solas no tienen otra alternativa que confiar en la suerte (lotería) y la magia (en este caso, la búsqueda de un tesoro). Las personas que aparecen en Umut son en su mayoría gente del común, no actores. El ambiente y las condiciones de vida son reales, Güney no usó decorados ni muchos efectos de iluminación.

### Censura
Sin ser estrenada, la película fue prohibida en el país turco por la comisión fílmica. La prohibición de Umut es un buen argumento para determinar las condiciones sociales, económicas y políticas de Turquía en la década de 1970. Aunque no se permitía su exhibición, una copia de la película se introdujo de contrabando en el extranjero y se presentó en el popular Festival de Cine de Cannes. Después, con la decisión final del Consejo de Estado, la película fue presentada en Turquía y en el extranjero, y atrajo gran atención mediática.